# Антонин (Капустин)

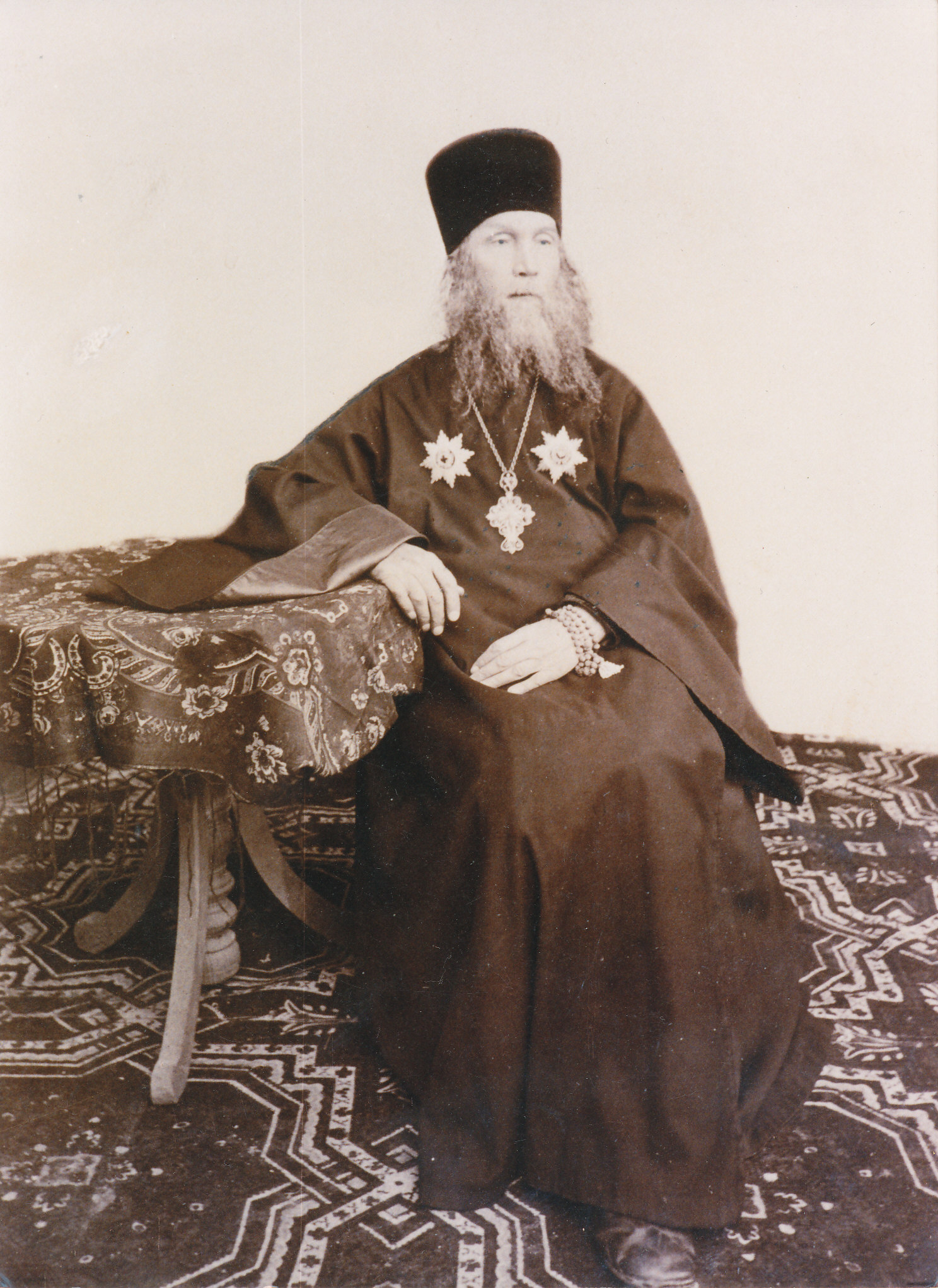
Антонин в преклонном возрасте.

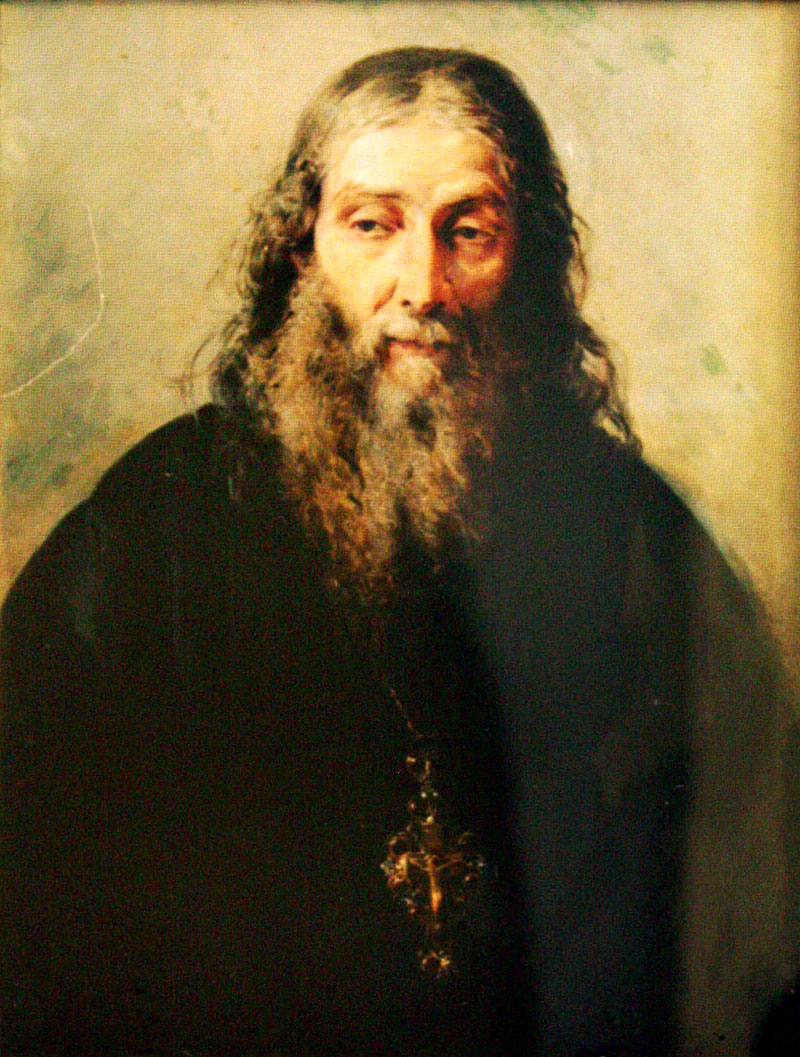
Николай Андреевич Кошелев, Архимандрит Антонин, 1891 год.

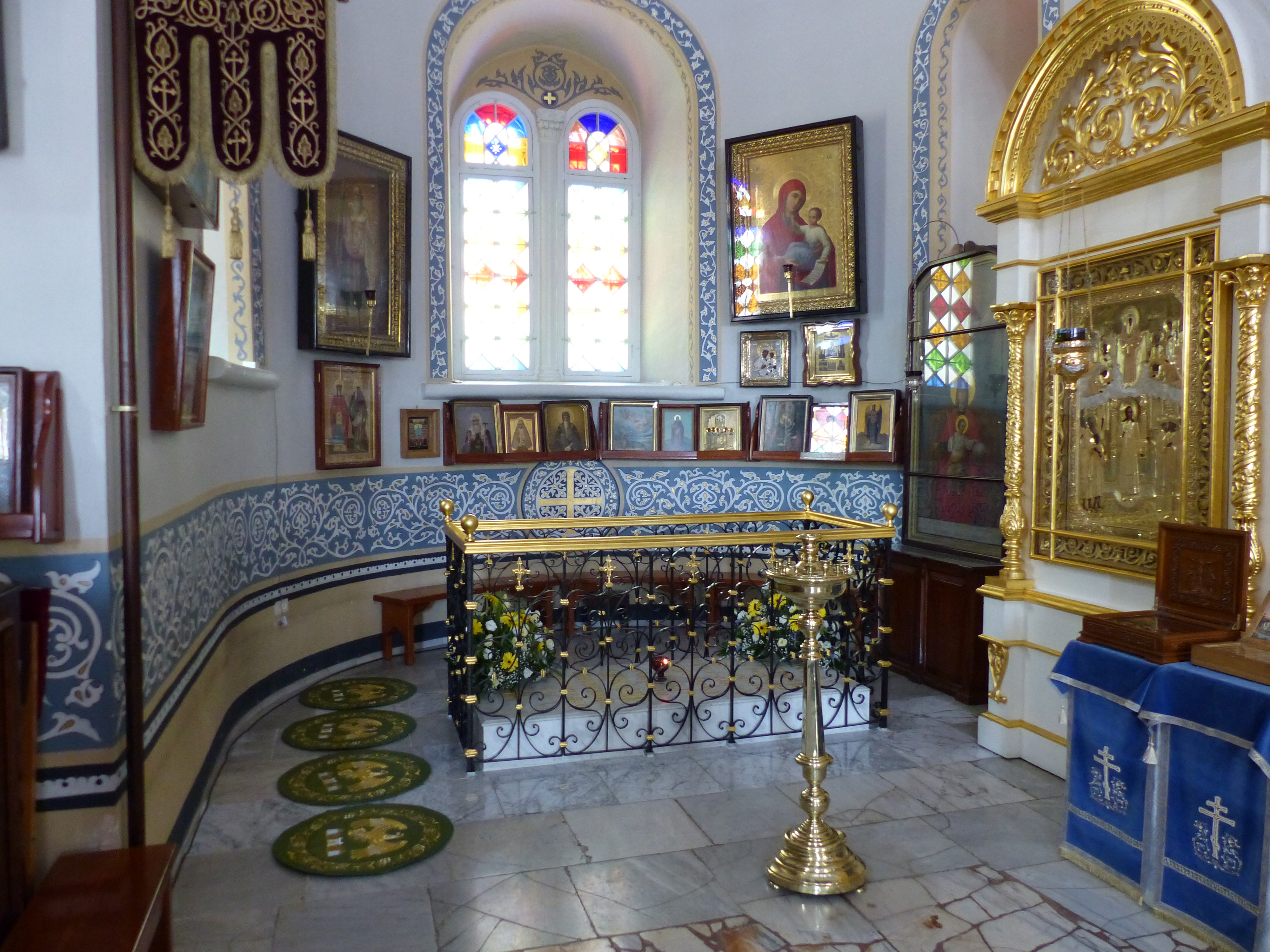
Могила архимандрита Антонина в Спасо-Вознесенском соборе Вознесенского монастыря, Восточный Иерусалим.

Архимандри́т Антони́н (в миру Андре́й Ива́нович Капу́стин; 12 [24] августа 1817, Батурино, Пермская губерния — 24 марта [5 апреля] 1894, Иерусалим) — выдающийся церковный деятель на Востоке, священнослужитель Русской православной церкви, учёный—византинист, археолог, начальник Русской духовной миссии на Святой Земле (1865—1894), магистр богословия, создатель «Русской Палестины».
За многолетние труды архимандрит Антонин был избран в разное время почётным членом Императорского православного палестинского общества, почётным членом Императорского археологического общества, Одесского общества истории и древностей, Афинского археологического общества, Немецкого восточного археологического общества и др.
В январе 2024 года Комиссия Священного Синода РПЦ по канонизации святых начала изучение материалов для возможной канонизации архимандрита Антонина.

## Детство и юность
Архимандрит Антонин происходил из семьи священнослужителей.
Андрей Капустин родился 12 (24) августа 1817 года в селе Батурино Батуринской волости Шадринского уезда Пермской губернии, ныне село — входит в Шадринский муниципальный округ Курганской области. В семье было 13 детей: шестеро сыновей, в том числе Платон, Александр, Михаил.
Грамоте обучал по Псалтири его отец Иоанн Леонтьевич Капустин, настоятель церкви Преображения Господня в селе Батурино, храм ныне восстановлен при содействии своих земляков. Строителем храма был дед Иоанна, Василий Тимофеевич Капустин (1732—1808). В 1826 году Андрей Иванович Капустин ушёл учиться в Далматовское духовное училище при Далматовском Успенском мужском монастыре. Закончив его через 5 лет, в 1831 году Андрей поступил в Пермскую Духовную семинарию. В 1836 году перевёлся в Екатеринославскую духовную семинарию, ректором которой был его дядя Иона (магистр Московской духовной академии).
Оттуда в 1839 году он получил назначение в Киевскую духовную Академию. После окончания в 1843 году со степенью магистра богословия его определяют учителем немецкого и греческого языков. В октябре 1845 года стал бакалавром академии.

## После принятия монашества
7 ноября 1845 года Андрей принял монашеский постриг, в пещерах митрополитом Киевским Филаретом и получил имя Антонин в честь празднуемого в тот день мученика Антонина. Затем последовало рукоположение во иеродиакона и иеромонаха.
С 1846 года занимал различные административные должности в Киевской Духовной Академии, преподавал на кафедрах нравственного богословия (1846), библейской герменевтики и обличительного (сравнительного) богословия (1847). Наряду с этим, по поручению академии, в 1845—1850 годы занимался исправлением русского перевода гомилий святителя Иоанна Златоуста, писал статьи и проповеди.
15 мая 1850 года назначен настоятелем церкви при русском посольстве в Афинах, где на протяжении трёх лет изучал древние христианские надписи и Парфенон.
По представлению МИДа Святейшим Синодом был награждён саном архимандрита. Само возведение 5 апреля 1853 года совершил митрополит Аттикийский Неофит (Метаксас).
В 1859 году, митрополит Московский Филарет (Дроздов), рекомендовал Синоду перевести его в Константинополь на настоятельское место. Архимандриту Антонину было поручено заниматься болгаро-униатским вопросом, выполнять некоторые поручения Синода в связи со вступлением на Вселенский престол патриарха Софрония III и продолжить изучение Синайского кодекса Библии. Это был период его наиболее плодотворной научной деятельности.
В 1865 году, к 100-летию непрерывного священствования рода Капустиных Антонин пожертвовал Батуринскому Спасо-Преображенскому храму топазовый, в серебряной оправе напрестольный крест с частицей Животворящего древа Креста,  украшенный драгоценными камнями. Крест изъят при советской власти, храм закрыт до 1999 года.

### НаСвятой земле
В 1865 году командирован в Иерусалим в качестве следователя и временно заведующего Русской духовной миссией после вынужденного ухода архимандрита Леонида (Кавелина).
3 августа 1868 года Патриарх Святого Града Иерусалима и всея Палестины Кирилл наградил отца Антонина высшей наградой Иерусалимской Православной Церкви орденом Живоносного Гроба Господня «Большим крестом Святогробского братства» и возвёл его в рыцари этого ордена «за горячее благочестие и пламенную ревность о Гробе Господнем».
5 июня 1869 года, по ходатайству патриарха Кирилла,  утверждён в должности Начальника Миссии.
Архимандрит Антонин явился одним из инициаторов создания Православного Палестинского Общества, целью которого было системное развитие научно-археологических исследований и всесторонняя помощь русским паломникам Святой Земли. Антонин Капустин увлёк этой идеей Василия Николаевича Хитрово и они вместе разработали структуру будущего Общества.
За время пребывания в должности начальника РДМ оказывал массу услуг прибывавшим из России паломникам, а также способствовал приобретению православных святынь в собственность Российской империи. Поскольку закон Османской империи до 1873 года не разрешал приобретение земли в собственность российским поданным, в качестве покупателя выступал главный помощник и близкий друг отца Антонина драгоман Миссии Якуб Халеби, которого Антонин называл Яковом Егоровичем. По турецким законам (Палестина в тот период входила в Османскую империю) иностранным подданным нельзя было владеть земельной собственностью. Приходилось действовать в обход: Яков Егорович приобретал землю на своё имя, а уже затем переводил её на своего начальника — под видом фиктивного долга, в возмещение которого он был якобы вынужден отдать ему свой участок. За 29 лет трудов в качестве начальника РДМ (1865—1894 гг.) отцом Антонином была создана Русская Палестина — уникальная инфраструктура русских храмов, монастырей, подворий и участков земли, ставшая материальной основой русского присутствия. К 1914 г., согласно «Сводному каталогу русских недвижимостей в Святой Земле», Россия владела более чем 70 объектами недвижимости, общей стоимостью почти в два миллиона рублей, из которых около половины принадлежало Палестинскому Обществу, остальные — Русской Духовной Миссии (а значит, Священному Синоду) и консульству (то есть правительству).
Помимо выполнения служебных обязанностей отец Антонин занимался археологией и астрономией, нумизматикой, до глубокой старости писал стихи и рисовал. В совершенстве овладел греческим языком, глубоко разбирался в греческой литературе, имея возможность знакомиться с ней в подлиннике. С 1856 года писал и публиковался по-гречески. В 1870 г. архимандрит Антонин организовал масштабную научную экспедицию. В поездках его сопровождал ориенталист Фадлалла Сарруф.
В 1883 году, под руководством Антонина, были произведены раскопки около Храма Гроба Господня, в результате чего были открыты остаток стены древнего Иерусалима с Порогом Судных Врат. Великий князь Сергей Александрович выделил из своих сумм тысячу рублей золотом и обратился к архимандриту Антонину (Капустину) с просьбой принять на себя руководство раскопками и контроль за расходом денег. На этом месте позднее было построено Александровское подворье с церковью Святого Александра Невского. Данное открытие, по мнению историка Николая Николаевича Лисового обессмертило имя отца Антонина в истории библейской археологии. Он осуществил целый ряд археологических раскопок и создал в Иерусалиме при Русской Миссии музей христианских древностей.
Он был одним из первых исследователей греческих и славянских рукописей Иерусалима, Афона и Синая. Собранная им коллекция древних манускриптов (ныне хранится в библиотеке РАН в Петербурге) включает греческие, славянские и арабские рукописи.
Библиография известных на сегодня опубликованных научных трудов Антонина  составляет свыше 140 наименований.
Все научные открытия и исследования осуществлялись Антонином в свободное от основных служебных обязанностей время.
Антонин Капустин умер 24 марта (5 апреля) 1894 года в городе Иерусалиме мутасарифата Иерусалим (тур. Kudüs Sancağı) Османской империи. Согласно завещанию, погребён в северной части Спасо-Вознесенского собора Вознесенского монастыря на вершине Елеонской (Масличной) горы города Иерусалим, ныне гора находится на территории Восточного Иерусалима.

#### Приобретённые участки

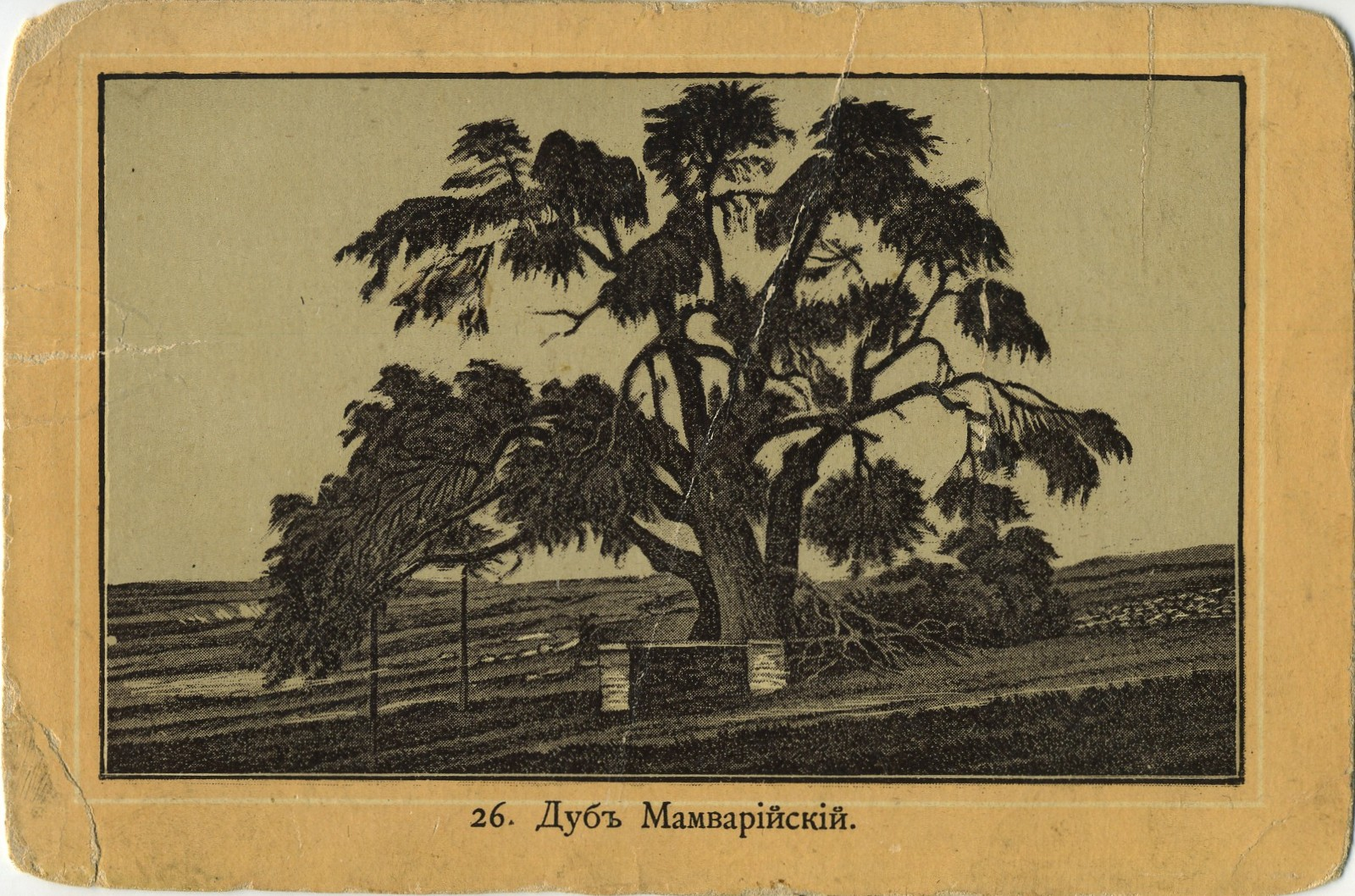
Мамврийский дуб

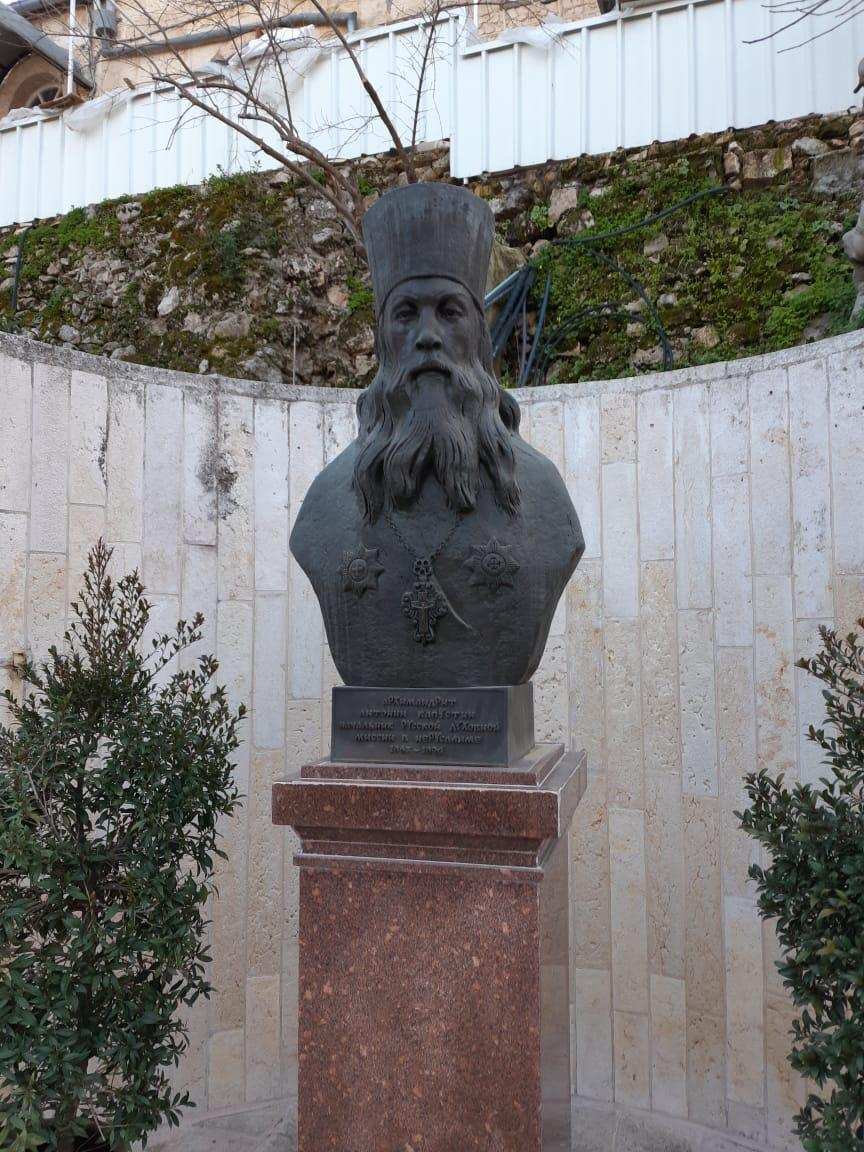
Бюст архимандрита Антонина в основанном им Горненском монастыре. Иерусалим

В 1869 году усилиями архимандрита и его верного помощника драгомана Русской Духовной Миссии Якуба Халеби был приобретён Мамврийский дуб, а чуть позднее были выкуплены близлежащие земли (около 72 355 м²). 12 июня 1869 года начальник миссии совершил первую Божественную литургию на месте явления Святой Троицы Аврааму. В 1870 году была приобретена вершина Елеонской горы. Знаток библейской археологии, Антонин начинал переговоры с главами арабских семейств, во владении которых находилась преемственно недвижимость, связанная с местами новозаветных и ветхозаветных событий, священных для православных верующих. Дело по приобретению отдельных участков он вёл постепенно, экономно и терпеливо. Так, участок на горе Елеон, где ныне в сотне шагов от места Вознесения Господня, находится Русский Спасо-Вознесенский женский монастырь, был куплен по частям в 1870-х годах (первые купчии оформлены в 1871 году) в условиях острой конкуренции с кармелитским католическим монастырём« «Pater Noster» («Отче наш»). Причём, в отличие от вельможных французских покупателей (основательницей монастыря была личная приятельница Наполеона III герцогиня Латур д’Овернь), за русским монахом не было ни государственной поддержки, ни больших денег. Весь годовой бюджет миссии составлял около 14,5 тыс.рублей (включая 217 содержание храмов и подворий, оклады сотрудников, материальную помощь паломникам и православным арабам). Сегодня на территории, объединившей 11 разновременно приобретённых участков, общей площадью 53748 м², находятся: соборный храм во имя Вознесения Господня (строился с 1873 года, султанский фирман на строительство выдан в июне 1882 года, храм освящён в 1886 году), храм—трапезная во имя Филарета Милостивого, часовня в честь Обретения главы Иоанна Предтечи, колокольня «Русская Свеча», гостиница для паломников и корпуса для сестёр обители. Монастырь официально учреждён Св. Синодом в 1906 году, с 1924 года находится в юрисдикции Русской Православной Церкви заграницей. Главный храм монастыря Вознесенский и 64 — метровую колокольню (самое высокое здание Иерусалима) спроектировал Антонин Капустин.
Тогда же было приобретено самое большое владение Российской Империи на Святой Земле в предместье Иерусалима в посёлке Эйн Карем («источник в винограднике») на месте дома родителей Иоанна Крестителя Захарии и Елизаветы. Этот район в Евангелиях назван Нагорной страной или Горней. Здесь произошли описанные в Евангелиях события — Рождество Иоанна Предтечи и Встреча Марии и Елизаветы. Владельцем крупного участка с двухэтажным домом и садом, на склоне холма, был араб Ханна-Карло Джель-Яд, бывший драгоман французского консульства, согласился продать свою землю Русской Миссии за четыре тысячи наполеондоров (порядка 20 тысяч рублей серебром) плюс «орден от русского царя». Конкуренция была жёсткой, с участком граничили: с одной стороны католический монастырь, с другой — католический сиротский приют. Тот и другой из соседей предлагали бывшему драгоману больше, чем мог дать русский архимандрит. Почему хозяин предпочёл Антонина, не ясно. У Антонина, наличных (тем более, личных) средств не было. Но ему удалось увлечь идеей приобретения участка бывшего министра путей сообщения Павла Петровича Мельникова, который по возвращении из Иерусалима в Санкт-Петербург основал специальный комитет для сбора необходимых средств. Они были затем высланы в Иерусалим. В числе жертвователей были видные российские предприниматели — Николай Иванович Путилов, Поляков, братья Елисеевы (владельцы известных гастрономов). Пять тысяч пожертвовал Карл Фёдорович фон Мекк — муж Надежды Филаретовны, друга и покровительницы П. И. Чайковского. В феврале 1871 года купчая была оформлена. Х. К. Джель-Яд умер через несколько дней. Очевидцы этих событий были убеждены, что отставного драгомана отравили католики: узкий клин францисканского монастыря оказался со всех сторон окружён владениями русского священника.
Первая временная церковь в Горней была открыта в 1880 году по благословению иерусалимского патриарха Иерофея. 14 февраля 1883 года Антонин освятил каменный храм в честь Казанской иконы Богородицы, который он сам спроектировал.
Помимо главного престольного праздника Казанской иконы, отец Антонин по благословению Святейшего Синода установил местный праздник, связанный с происходившими на этом месте 2000 лет назад евангельскими событиями — «Прихождения Божией Матери в Горний град Иудов» 30 марта, в шестой день по Благовещении. Сегодня в Горненском женском монастыре этот день называют праздником Целования (взаимного приветствия Девы Марии и Елизаветы). После праздника Благовещения по замыслу отца Антонина, икона Благовещения, ныне стоящая в правом крыле трансепта Троицкого собора РДМ в Иерусалиме, переносится в Горнюю, в Горненский женский монастырь, где ставится на игуменском месте и пребывает там до дня Рождества Иоанна Предтечи (24 июня/ 7 н. ст.), три месяца в память о трёхмесячном пребывании Богородицы в доме Захарии и Елизаветы. Антонин составил тропарь и кондак праздника.
В те же годы (1869 году) Капустин приобрёл имение около Яффы по дороге в Иерусалим — место погребения святой Тавифы, где была построена Церковь апостола Петра.
Подворье для отдыха паломников было также приобретено в Тивериаде (нынешний г. Тверия).
В Бейт-Джале Антонин выкупил два владения, на одном из которых была основана школа для девочек и женская учительская семинария.
В Гефсимании при его содействии Российским правительством было удачно приобретено место, где по инициативе Антонина членами царской семьи была построена церковь Святой равноапостольной Марии Магдалины в память почившей императрицы Марии Александровны.
Всего архимандритом Антонином было куплено и законно оформлено 13 участков площадью около 425 000 м², стоимостью до миллиона рублей золотом.
12 сентября 1889 года Антонин завакуфил свою недвижимость, то есть, согласно османскому праву, стал учредителем вакфа, направив все приобретённые участки на религиозные цели в вечное пользование храму или монастырю. Собственность вакфа не подлежит продаже, обмену и иным операциям, ведущим к её отчуждению вплоть до кончины учредителя, в частности, Антонина, а после его смерти переходит во владение Синода; если же Синод перестанет существовать, то эти земли становятся достоянием всех православных русских людей, а если и они исчезнут, то земли поступают в распоряжение Иерусалимского кадия.
Именно благодаря учреждённому Антонином вакфу храмы, монастыри и земельные владения Русской Духовной Миссии и сегодня принадлежат России (в отличие, например, от объектов недвижимости, принадлежавших государству и проданных в 1964 году Никитой Сергеевичем Хрущёвым за 4,5 млн долларов государству Израиль в результате так называемой «апельсиновой сделки»).
Деятельность Антонина вызывала раздражение русских консулов в Иерусалиме и руководства Министерства иностранных дел, предпринимавших попытки удалить его из Палестины и даже закрыть Русскую Духовную Миссию.
Земельные владения, находившиеся в собственности Антонина, помогли ему почти на 30 лет закрепиться в Иерусалиме, несмотря на попытки недоброжелателей как в России, так и в иерусалимском консульстве, если не уничтожить Миссию вообще (такая попытка была предпринята МИДом в 1879 г.), то свести её деятельность к минимуму. Но как только ставился вопрос о перемещении непокорного архимандрита из Палестины (в том числе, в 1870 году, с назначением его епископом в Северную Америку), возникала проблема с его палестинской недвижимостью. И в этом вопросе тот же МИД активно возражал против изменения статуса Миссии, чтобы не повредить русскому политическому и духовному влиянию в Иерусалиме, не утратить приобретённой Антонином собственности.
Высоко отозвался о роли архимандрита Антонина (Капустина) в создании Русской Палестины председатель Императорского православного палестинского общества Сергей Вадимович Степашин в своём выступлении на международной научной конференции, посвящённой 120-летию со дня кончины о. Антонина: «Палестинское общество всегда считало архимандрита Антонина своим учителем, образцом и наставником, как писал основатель и руководитель ИППО Василий Николаевич Хитрово, „только ему одному, его твёрдости, его настойчивости Православная Русь обязана тем, что стала твёрдою ногою у Святого Гроба“. Главной его заслугой более чем за четверть века пребывания на посту начальника Миссии стало приобретение многочисленных земельных участков Святой Земли, связанных с преданиями о важнейших событиях палестинской истории, строительство храмов и монастырей, паломнических приютов и школ для местного арабского населения. Наследство, которое Антонин оставил России и Русской Церкви, — Дуб Мамврийский, вершина Елеона, Горняя, участки в Иерихоне, Яффе, Тивериаде — не только по духовному, но и по историческому и материальному значению своему неоценимо».
В рамках торжеств в честь 200—летия со дня рождения архимандрита Антонина патриарх Кирилл освятил его бюст в селе Батурино Курганской области. «Когда его назначили служить на Святую Землю он сотворил чудо. По местным законам иностранцам нельзя было покупать там земли, но отцу Антонину удалось купить самые лучшие участки исторической Палестины… Если бы не отец Антонин, то не было бы сегодня русского присутствия в Святой Земле», — подчеркнул патриарх.
Как отмечает доктор исторических наук Николай Николаевич Лисовой, «имя отца Антонина входит в золотой фонд истории Русской Церкви XIX века. Именно ему, подвижнику—одиночке, не оценённому современниками и лишь теперь во всём своём скромном величии предстающему пред потомками, мы обязаны в первую очередь тем уникальным историческим наследием, которое называется Русской Палестиной и является главным итогом полуторавековой работы Русской Духовной Миссии в Святой Земле».

## Литературная деятельность
В студенческие годы писал как светские, так и духовные стихи, переводил псалмы. В автобиографии он написал: «Обучаясь в Пермской духовной семинарии, я слыл за „поэта“. В Екатеринославле написал в стихах „Седмицу Страстей Христовых“, которую напечатал отдельной брошюрой в Киеве в 1850 году».
При жизни Антонин Капустин печатался в «Трудах Киевской духовной академии», «Воскресном чтении», «Духовной беседе», «Душеполезном чтении», «Церковном вестнике», «Христианском чтении» (под псевдонимом А.). Важным источником о деятельности русской духовной миссии в Палестине является личный дневник (30 томов), озаглавленный «Повесть временных лет», в котором Антонин писал на протяжении тридцати лет, начиная с 1841 года.

## Публикации
- Проповеднический круг подвижных праздников Церкви. Слова и беседы на воскресные, праздничные и другие особенно чествуемые дни постной и цветной Триоди. — Киев, 1850. — Т. 1, Ч. 1. — 2-е изд., испр. — Ч. 2, в 2-х кн. — М., 1867 (под псевдонимом А. А.[27])
- О древних христианских надписях в Афинах. Архивная копия от 13 ноября 2018 на Wayback Machine СПб., 1874.
- Пять дней на св. Земле и в Иерусалиме. Архивная копия от 16 апреля 2021 на Wayback Machine М., 1866; Второе издание: Архимандрит Антонин Капустин. Пять дней на Святой Земле. М.: «Индрик», 2007. — 256 с., ил. ISBN 978-5-85759-430-8
- Древние акты Константинопольского патриархата, относящиеся к Новороссийскому краю. // ЗООИД.- т.6 — Одесса, 1867. — с. 445—473. Архивная копия от 27 октября 2014 на Wayback Machine
- Из записок синайского богомольца. Киев, 1872. (под псевдонимом А.[27])
- Поездка по Румелии. СПб., 1879.
- Из Румелии. СПб., 1886.
- Заметки поклонника св. Горы. // «ТКДА». 1860, кн. 1; 1861. № 2, II, 12; 1862. № 5-6; 1863. № 1, 4-5, 7. Второе издание: Архимандрит Антонин Капустин. Заметки поклонника Святой Горы / Предисл. и комментарии А. А. Турилова. — М.: «Индрик», 2017. — 368 с.; ил. ISBN 978-5-91674-178-0
- От Босфора до Яффы. // «ТКДА». 1869. № 3-5.
- 26-е января 1868 г.: (В лавре св. Саввы). // «ТКДА». 1868. № 4.
- Христианские древности в Греции. СПб., 1854.
- Раскопки на русском месте близ храма Воскресения в Иерусалиме. СПб., 1884.
- Древний канонарь синайской библиотеки. // «ТКДА». 1874. № 5-6; Киев. 1874.
- Седмица страстей Христовых. Киев, 1850. — написана в стихах во время обучения в семинарии
- Фараон, Моисей и Исход. // «ТКДА». 1875. № 11-12.
- Мучение св. Домнины Архивная копия от 8 февраля 2021 на Wayback Machine // «ТКДА». 1889. № 1.
- Св. Николай, еп. Пинарский и архим. Сионский Архивная копия от 21 августа 2017 на Wayback Machine // «ТКДА». 1869. № 6.
- Перенесение мощей святителя и чудотворца Николая из Ликии в Италию. Архивная копия от 16 апреля 2021 на Wayback Machine // «ТКДА». 1870. № 5.
- Св. преподобномученица Сусанна Палестинская. // «ТКДА». 1877. № 2.
- Архимандрит Антонин Капустин. Слово на Голгофе. Проповеди и наставления для русских паломников в Иерусалиме. Архивная копия от 16 апреля 2021 на Wayback Machine М.: Индрик, 2007.— 128 с. ISBN 978-5-85759-437-7
- Архимандрит Антонин Капустин. Донесения из Константинополя (1860—1865). Архивная копия от 16 апреля 2021 на Wayback Machine / Составление, вступительная статья Л. А. Герд. М.: «Индрик», 2013. — 224 с. ISBN 978-5-91674-259-6
- Дневник. Год 1850 / Издание подготовили Л. А. Герд, К. А. Вах. — М.: «Индрик», 2013. — 184 с., илл. ISBN 978-5-91674-276-3
- Дневник. Годы 1851—1855 / Издание подготовили Л. А. Герд, К. А. Вах. — М.: «Индрик», 2015. — 536 с., илл. ISBN 978-5-91674-364-7
- Дневник. Годы 1856—1860 / Издание подготовили Л. А. Герд, К. А. Вах. — М.: «Индрик», 2017. — 712 с., илл. ISBN 978-5-91674-466-8
- Дневник. Год 1881 Архивная копия от 16 апреля 2021 на Wayback Machine / Издание подготовили Н. Н. Лисовой, Р. Б. Бутова; Отв. ред. член корр. РАН Я. Н. Щапов. — М.: «Индрик», 2011. — 384 c., илл. ISBN 978-5-91674-131-5
- В. Н. Хитрово, Антонин Капустин. К. П. Победоносцев и Русская Духовная Миссия в Иерусалиме в царствование императора Александра III. К 170-летию основания. — М.: «Индрик», 2017. — 536 с.; ил. ISBN 978-5-91674-471-2

## Награды
- Императорский орден Святого Равноапостольного Князя Владимира II степени, 1888 год
- Императорский орден Святой Анны I степени, 1885 год
- Императорский орден Святого Равноапостольного Князя Владимира III степени, 1870 год
- Командор греческого ордена Спасителя, 1859 год[28]
- высшая награда Иерусалимской Православной Церкви орден Живоносного Гроба Господня «Большой крест Святогробского братства», 1868 год[29]

## Память

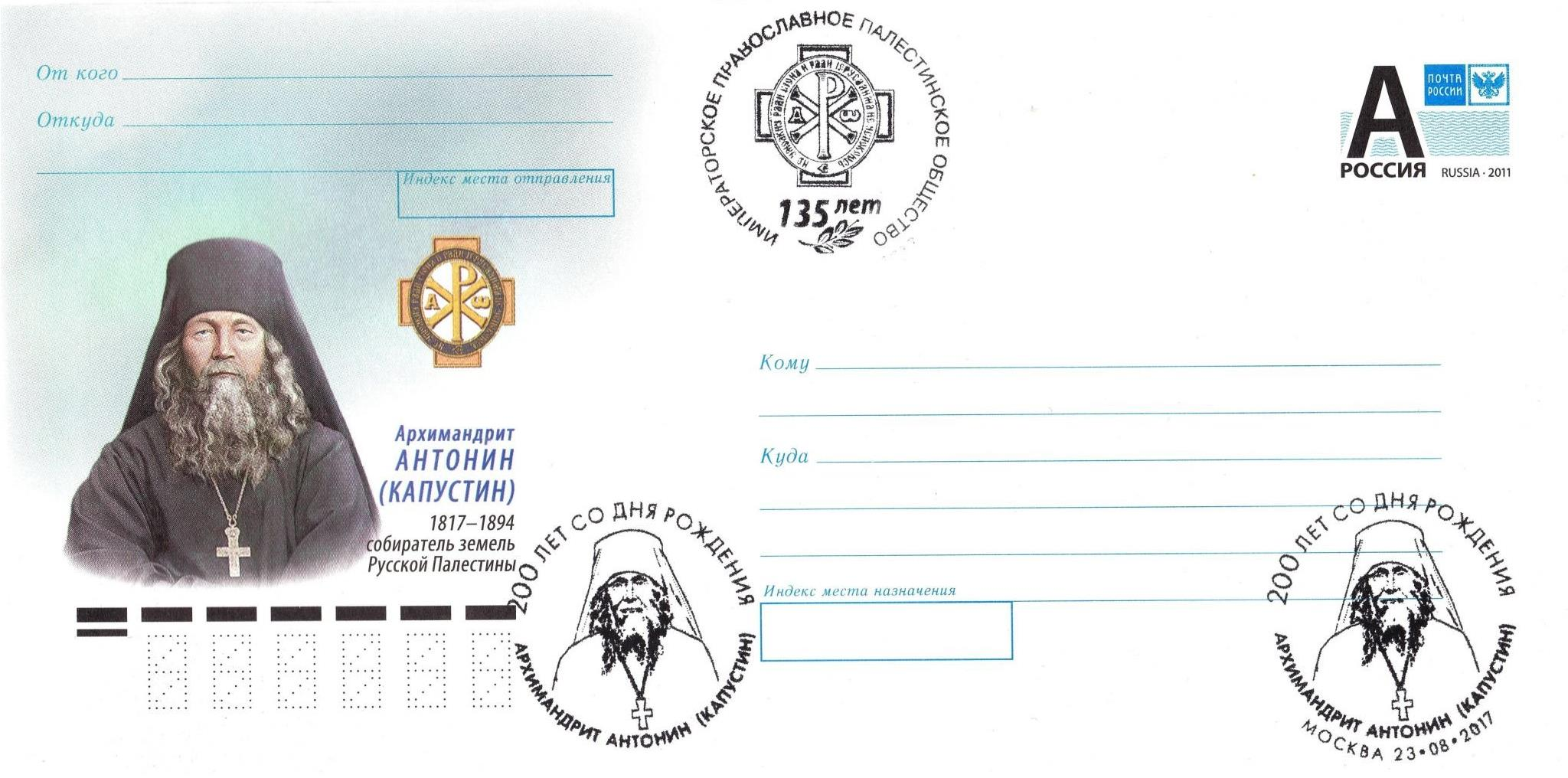
Почтовый конверт Россия

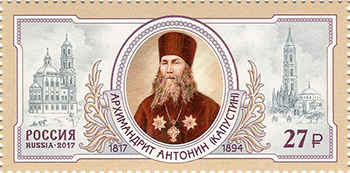
Почтовая марка Россия

- Губернатор А. Г. Кокорин объявил 2017 год в Курганской области Годом 200-летия архимандрита Антонина (Капустина).
- 25 августа 2017 года в селе Батурино Шадринского района Курганской области прошёл фестиваль в честь празднования 200-летия со дня рождения архимандрита Антонина «Батуринская святыня». В юбилейных торжествах приняли участие Губернатор Курганской области А. Г. Кокорин, председатель Императорского Православного Палестинского Общества С. В. Степашин, Министр культуры Российской Федерации В. Р. Мединский, полномочный представитель Президента Российской Федерации в Уральском Федеральном Округе И. Р. Холманских, депутаты Государственной Думы А. В. Ильтяков и В. М. Шишкоедов, представители региональных органов власти и управлений, представители Русской Православной Церкви и более пяти тысяч паломников. Патриарх Кирилл освятил бронзовый бюст архимандрита Антонина. Бюст установлен на гранитном постаменте с южной стороны Спасо-Преображенского храма, в яблоневом саду. Автор памятника скульптор Станислав Александрович Голощапов. Отлили бюст в мастерской Ивана Дубровина в Екатеринбурге — 55°51′36″ с. ш. 63°39′06″ в. д.HGЯO[30][31][32].
- В 2017 году, к 200-летию со дня рождения архимандрита Антонина, выпущен почтовый художественный маркированный конверт тиражом 50000 экз.
- В 2017 году, к 200-летию со дня рождения архимандрита Антонина, выпущена почтовая марка тиражом 192000 экз и марочный лист с оформленными полями из 8 (2×4) марок тиражом 24000 экз[33].